# زمین‌لرزه کند

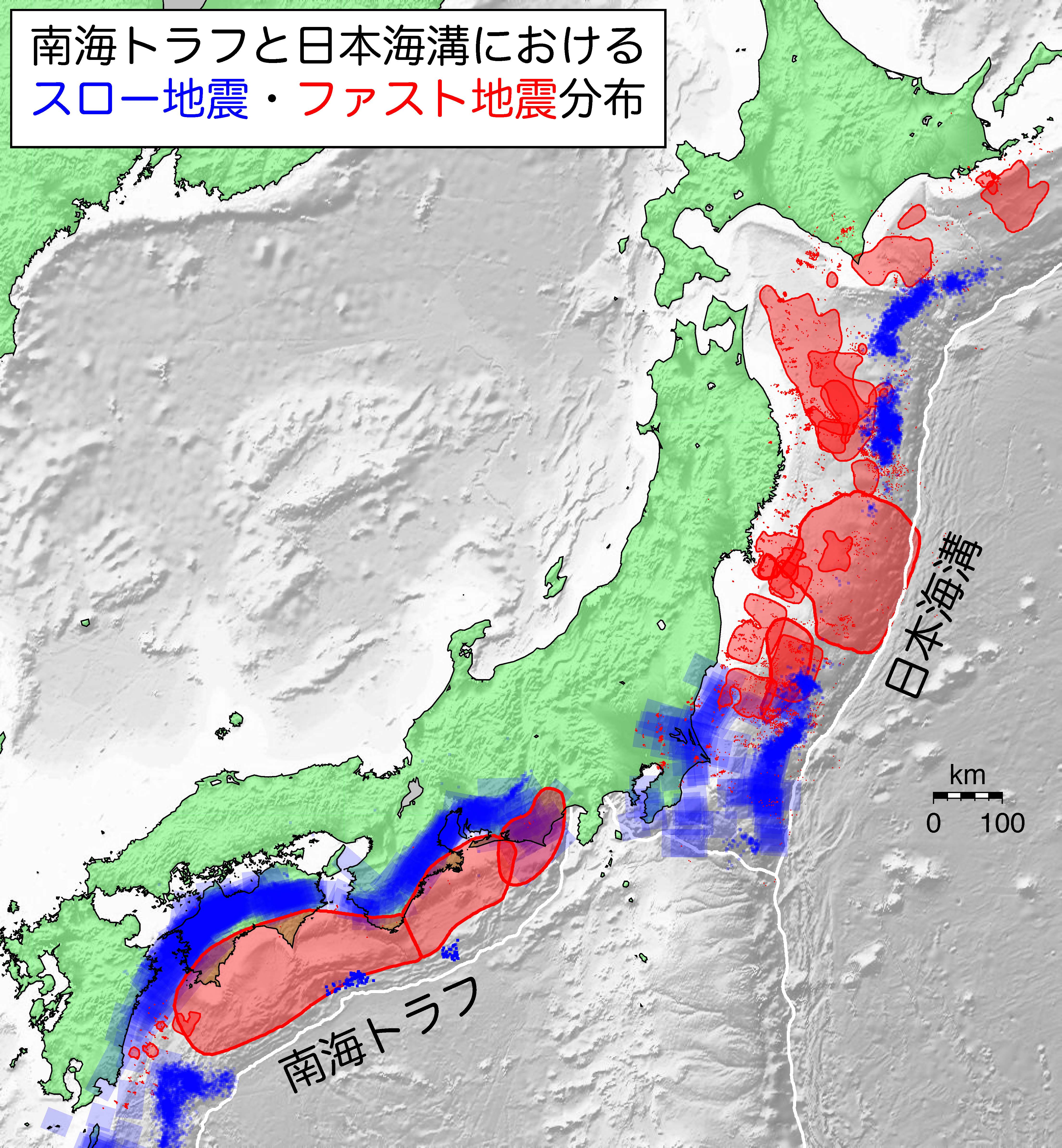
مناطقی که به رنگ آبی سایه دار هستند، مناطقی هستند که در آن زمین لرزه‌های آهسته رخ می‌دهد. مناطق قرمز رنگ مناطقی هستند که در آن زمین لرزه‌های سریع، مانند زمین لرزه‌های مگاتراست، رخ می‌دهد

زمین‌لرزه کند (انگلیسی: Slow earthquake) نوعی رویداد ناپیوسته و مانند زمین‌لرزه است که برخلاف آزادسازی انرژی در چند ثانیه یا دقیقه در زمین‌لرزه‌های عادی، در بازه زمانی ساعت تا ماه انرژی خود را آزاد می‌کند. این نوع زمین‌لرزه نخست با استفاده از اندازه‌گیری‌های طولانی‌مدت تشخیص داده شد و امروزه با با جریان‌های سیال و لرزش‌های مرتبط با آن شناسایی می‌شوند که با استفاده از داده‌های لرزه‌سنجی که به شکل مناسبی پالایش شده‌اند (معمولاً در باند ۱ تا ۵ هرتز) تشخیص داده می‌شوند. به همین دلیل زمین‌لرزه‌های کند معمولاً در مقیسه با زمین‌لرزه‌های عادی آرام و ملایم هستند ولی آن‌گونه که در گذشته بیان می‌شد خاموش و بی‌صدا نیستند.
زمین‌لرزه کند را نباید با زمین‌لرزه سونامی که در آن سرعت نسبتاً پایین گسیختگی باعث ایجاد سونامی بر اثر زمین‌لرزه می‌شود اشتباه گرفت. در زمین‌لرزه‌های سونامی گسیختگی در امتداد گسل نسبت به حالت عادی بسیار آهسته‌تر است اما آزادسازی انرژی در مقیاس زمانی شبیه به دیگر زمین‌لرزه‌ها روی می‌دهد.